# Live from Death Valley
Live from Death Valley è il secondo singolo discografico del gruppo musicale hip hop sperimentale statunitense Death Grips pubblicato il 28 giugno 2011 dalla Deathbomb Arc.

## Descrizione
Il 28 giugno 2011, Live from Death Valley fu pubblicato sulla pagina Bandcamp della Deathbomb Arc per il download gratuito. La copertina del singolo fu realizzata da Mario Zoots.
Ad agosto del 2016, la Deathbomb Arc ripubblicò il singolo su musicassetta in edizione limitata a 600 copie e lo misero in vendita sul loro sito.
L'11 luglio 2022, il singolo fu ripubblicato sui servizi di streaming.

## Tracce
Testi di MC Ride, musiche di Zach Hill, Andy Morin.
1. Poser Killer – 1:36
2. Fryd Up – 1:16

Durata totale: 2:52

## Formazione
- MC Ride – voce
- Zach Hill – batteria, produzione
- Andy Morin – produzione